# 북유럽 요리

북유럽

북유럽 요리(北Europe 料理)는 유럽 요리의 한 갈래로, 북유럽 지역의 요리들을 포함한다.

## 분류
북유럽 요리에 속하는 요리는 다음과 같다.
| - 노르딕 요리 - 스칸디나비아 요리 - 노르웨이 요리 - 덴마크 요리 - 페로 제도 요리 - 스웨덴 요리 - 아이슬란드 요리 - 핀란드 요리 | - 발트 요리 - 라트비아 요리 - 리투아니아 요리 - 에스토니아 요리 |

## 같이 보기
- 동유럽 요리
- 서유럽 요리
- 중앙유럽 요리